# IC 2714
IC 2714 је расијано звјездано јато у сазвјежђу Прамац које се налази на листи објеката дубоког неба у Индекс каталогу.
Деклинација објекта је - 62° 43' 18" а ректасцензија 11h 17m 22,0s. Привидна величина (магнитуда) објекта IC 2714 износи 8,2. IC 2714 је још познат и под ознакама OCL 855, ESO 129-SC18.